# Ringil
Ringil es una espada ficticia perteneciente al universo imaginario de J. R. R. Tolkien que aparece en su novela El Silmarillion. Según la novela, es la espada de Fingolfin.

## Origen del nombre
En sindarin, Ringil significa "estrella fría", y es llamada así por su tenue brillo azul, parecido al del hielo.

## Historia
Ringil fue forjada por los antiguos herreros Noldor durante la Primera Edad del Sol.
Perteneció siempre a Fingolfin. Con esta espada, Fingolfin luchó en un gran duelo cara a cara con Morgoth en las puertas de Angband durante la Dagor Bragollach (Batalla de la llama súbita), inflgiéndole siete heridas y amputándole la pierna derecha, antes de ser abatido y derrotado por la maza de Morgoth (Grond).
La espada fue enterrada por Turgon en el mausoleo donde enterró a su padre, en las montañas del Crissaegrim al sur de Gondolin.
- Datos: Q3306553